# Єфрем II (Сидамонідзе)
Католико́с-Патріа́рх Єфрем II  (груз. კათოლიკოს-პატრიარქი ეფრემ II; в миру Григорій Шіоєвич Сидамонідзе (груз. გრიგოლ შიოს ძე სიდამონიძე); 19 жовтня 1896 , село Доесі, Горійський повіт, Тифліська губернія — 7 квітня 1972, Тбілісі) — єпископ Грузинської православної церкви. У 1960—1972 роках — Католикос-патріарх Грузії.

## Біографія
Народився 19 жовтня 1896 року в селі Доесі Горійського повіту Тифліської губернії (нині Каспський муніципалітет Грузії) в сім'ї сільського псаломщика Шіо Григоровича Сидамонідзе. Грамоті почав навчатися вдома.
У віці 15 років втік із дому і прийшов до настоятеля Кватахівського монастиря з проханням прийняти його послушником. Настоятель прийняв, але потихеньку з'ясував, звідки хлопчик родом і викликав батька. Нарешті настоятель сказав Григорію: «Рано тобі ще в ченці. Спочатку треба багато вчитися, щоб принести Батьківщині багато користі».
У 1912 році за першим розрядом закінчив Горійське духовне училище і того ж року за рекомендацією з духовного училища вступив до Тбіліської духовної семінарії, яку закінчив у 1918 році також за першим розрядом. Богословські дисципліни у семінарії у Григорія викладав ієромонах Антоній (Романовський) — майбутній митрополит Ставропольський та Бакинський, добрі стосунки з яким він зберіг на все життя.
У 1919 році вступив на історичний факультет Тбіліського державного університету, який закінчив у 1923 році. Будучи студентом, 1921—1922 рр. викладав грузинську словесність у реальному училищі.
3 січня 1922 року, будучи студентом, з благословення Католикоса-Патріарха Амвросія прийняв чернечий постриг з ім'ям Єфрем на честь преподобного Єфрема Мцире і служив у покоях католикоса-патріарха Грузії Амвросія.
17 січня 1922 року Католікосом-Патріархом Амвросієм висвячений на ієродиякона. 25 (або 19) березня того ж року єпископом Урбнісським (майбутнім католикос-патріархом всієї Грузії) Христофором ІІІ (Цицкішвілі) висвячений у сан ієрея і призначений священиком у патріаршу Хрестову церкву, а також особистим секретарем Католікоса-Патріарха Амвросія.
З 4 липня 1923 року по 7 травня 1924 року — патріарший намісник в Шіо-Мгвімському монастирі біля Мцхети.
З 13 липня 1923 року по 27 січня 1924 року тимчасово виконував службу в Кашветській Георгіївській церкві Тбілісі.
27 січня 1924 року зведений у сан ігумена та призначений благочинним у Карталінському та Кахетинському монастирях з резиденцією у Тбілісі.
У березні 1925 року висвячений на ієромонаха, служив у домовій Хрестовій церкві католикос-патріарха Амвросія і був його особистим секретарем. Крім того, викладав Церковний статут та Закон Божий у Пастирській школі при Синоді.
22 жовтня 1925 року зведений у сан архімандрита і призначений благочинним у Борчалінських церквах.
25 березня 1927 року хіротонізований католикосом-патріархом Христофором III на єпископа і призначений керівником Сухумської єпархією.
19 вересня 1927 року призначений керуючим Алавердською єпархією з резиденцією в Телаві.
З 26 березня по 2 жовтня 1928 року очолював Бодбійську єпархію у місті Сігнагі.
З 29 січня 1929 року — настоятель Варваринської церкви на кафедрі Бодбелі Навтлуги-Тбілісі. 24 жовтня 1930 року Синодом йому доручено й Урбнісську єпархію у Тбілісі.
8 грудня 1937 за вироком «трійки» НКВС засуджений на 10 років таборів за ст. 58 п. 10, достроково звільнено 6 травня 1944 року.
З 24 жовтня 1944 року — керує Кутаїсі-Гаєнатською єпархією, з резиденцією в Кутаїсі.
У 1945 році зведений католикосом-патріархом Калістратом у сан митрополита.
З 27 вересня 1952 року — керуючий Чкондідською єпархією.
8 вересня 1953 року Чкондидська єпархія об'єднана з Батумі-Шемокмедською єпархією, і митрополит Єфрем очолив об'єднану єпархію.

## Патріаршество
10 січня 1960 року, після смерті Католікоса-Патріарха Мелхіседека III, став місцеблюстителем патріаршого престолу. 20 лютого 1960 року 10-м собором Грузинської православної церкви обраний Католикосом-Патріархом Грузії. Церемонія інтронізації відбулася 21 лютого 1960 року у Мцхетському соборі Светіцховелі.
Його Патріаршество довелося на період посилення антирелігійної пропаганди у зв'язку з хрущовськими гоніннями на церкву, що почалися в 1958 році, більшість єпархій існувало номінально, чисельність духовенства, не поповнюваного молодими кадрами, зменшувалася.
Незважаючи на опір влади, в 1963 році висвятив в єпископа Шемокмедського архімандрита Іллю (Шиолашвілі), в 1965 році архімандрита Романа (Петріашвілі), в 1972 році — архімандрита Гаія (Кератішвілі).
1963 року Єфрему II вдалося виклопотати дозвіл відкрити в Мцхеті пастирські курси імені єпископа Гавриїла (Кікодзе). Незабаром курси були перетворені на Мцхетську духовну семінарію.
У 1963 році Патріарх Єфрем порушив питання про повернення Грузинської православної церкви патріаршої резиденції, було засновано найвищі нагороди — ордени святої Ніни та святого Георгія, видано Новий Завіт грузинською мовою та повний молитвослов, ілюстрований образами святих. У Грузії налічувалося 44 діючі православні церкви (порівняння: в РРФСР — 2200, в Україні — 5600, в Білорусії — 550, в Молдавії — 269, в Естонії — 106, в Латвії — 120, в Казахстані — 49).
Помер 7 квітня 1972 року у Тбілісі.

## Твори
- Святейшему Патриарху Московскому и всея Руси Алексию [извещение о кончине Предстоятеля Грузинской Православной Церкви Святейшего Католикоса-Патриарха Мелхиседека III] // Журнал Московской Патриархии. М., 1960. № 2. стр. 25.
- Его Высокопреосвященству Николаю, Митрополиту Крутицкому и Коломенскому [извещение о кончине Предстоятеля Грузинской Православной Церкви Святейшего Католикоса-Патриарха Мелхиседека III] // Журнал Московской Патриархии. М., 1960. № 2. стр. 26.
- Известительная грамота Святейшему Алексию, Патриарху Московскому и всея Руси // Журнал Московской Патриархии. М., 1960. № 5. стр. 18-19.
- Приветственное слово [Всемирному Общехристианскому конгрессу в защиту мира] // Журнал Московской Патриархии. М., 1961. № 7. стр. 35-36.
- Речь на христианской мирной конференции в Праге // Журнал Московской Патриархии. М., 1960. № 10. стр. 24-26.
- Председателю Совета Министров СССР Никите Сергеевичу Хрущеву [приветственная телеграмма] // Журнал Московской Патриархии. М., 1960. № 12. стр. 3.
- Святейшему Алексию, Патриарху Московскому и всея Руси [поздравление с праздником Пасхи] // Журнал Московской Патриархии. М., 1961. № 5. стр. 3-4.
- Святейшему Алексию, Патриарху Московскому и всея Руси [поздравление с Рождеством Христовым] // Журнал Московской Патриархии. М., 1962. № 2. стр. 4-5.
- Святейшему Алексию, Патриарху Московскому и всея Руси [поздравление с праздником Пасхи] // Журнал Московской Патриархии. М., 1962. № 6. стр. 6.
- Приветственная речь на торжественном акте в Московской Духовной Академии, посвященном 50-летию архиерейского служения Святейшего Патриарха Московского и всея Руси Алексия // Журнал Московской Патриархии. М., 1963. юбил. номер. стр. 25-27.
- Речь [на торжественном юбилейном заседании в МДА 28 мая 1968 года по случаю 50-летия восстановления патриаршества в Русской Православной Церкви] // Журнал Московской Патриархии. М., 1968. спец.номер. стр. 38-39.
- Надгробное слово [на похоронах Патриарха Алексия] // Журнал Московской Патриархии. М., 1970. № 6. стр. 49-50.
- Приветствие Святейшему Патриарху Пимену на интронизации // Журнал Московской Патриархии. М., 1971. № 12. стр. 16.

## Церковні нагороди
- Орден Апостолів Петра та Павла — від патріарха Антіохійського Олександра III.
- Дорогоцінна панагія та діамантовий хрест для клобука — від патріарха Московського та всієї Русі Алексія I.
- Панагія рідкісної роботи з перламутру — від католикоса-патріарха Грузії Калістрата.
- Наперсний золотий хрест із алмазними прикрасами — від католикоса-патріарха Грузії Мелхіседека ІІІ.
- Образ Румунської Божої Матері карбованої роботи — від патріарха Румунського Юстініана.